# Lámpros Vasilópoulos
Lámpros Vasilópoulos (en grec moderne : Λάμπρος Βασιλόπουλος), né le 25 mars 1972 à Patras, est un coureur cycliste grec, spécialiste de la piste. Il a participé à trois reprises aux Jeux olympiques entre 1996 et 2004.

## Palmarès sur piste

### Jeux olympiques
- Atlanta 1996
  - Éliminé au deuxième tour de la vitesse
- Sydney 2000
  - 4e de la vitesse par équipes
  - Éliminé en demi-finales du keirin
- Athènes 2004
  - 8e de la vitesse par équipes
  - 9e du keirin

### Coupe du monde
- 1996
  - 3e de la vitesse par équipes à Athènes
- 1997
  - 1er de la vitesse par équipes à Cali
  - 1er de la vitesse par équipes à Trexlertown
  - 1er de la vitesse par équipes à Athènes
- 2001
  - 3e du keirin à Cali
- 2002
  - 3e du keirin à Kunming
  - 3e de la vitesse par équipes à Sydney

### Championnats d'Europe
- 1996
  -  Médaillé d'argent de la vitesse par équipes
- 1997
  -  Médaillé de bronze de la vitesse par équipes
- 2001
  -  Médaillé de bronze de la vitesse par équipes
- 2003
  -  Médaillé de bronze de la vitesse par équipes

## Palmarès sur route
- 1995
  - 2e du Tour international de Rhodes